# Френк Нітті
Френк Нітті (справжнє прізвище: Франческо Раффаеле Нітто англ. Francesco Raffaele Nitto; нар. 27 січня 1886, Ангрі, провінції Салерно, Кампанія, Італія — пом. 19 березня 1943, Північний Риверсайд, Іллінойс, США) — американський гангстер італійського походження, один з найвідоміших членів італо-американської мафії, поплічник Аль Капоне. У 1931 році став босом «Чиказького синдикату».

## Життєпис
Франческо Раффаеле Нітто народився в невеликому містечку Ангрі, провінції Салерно, Кампанія, Італія. Він був другою дитиною Луїджі та Розіни (Фесса) Нітто, і двоюрідним братом Аль Капоне. Його батько помер у 1888 році, коли Франку було два роки, і через рік його мати вийшла заміж за Франческо Долендо. У другому шлюбі народилося двоє дітей, але вони померли. Френк та його старша сестра Джованніна залишилися єдиними дітьми.
Франческо Долендо емігрував у США в липні 1890 року. Коли Френку Нітті виповнилося сім років, він разом із матір'ю та сестрою переїхали до вітчима у липні 1893 року. Вони оселилися на 113 Неві Стріт в Брукліні, Нью-Йорк. Френк Нітті навчався в державній школі та перебивався випадковими заробітками, щоб підтримати сім'ю. У 15 років його сестра Джованніна вийшла заміж. Мати Френка народила двох дітей, зведених братів — Рафаеля у 1894 році та Дженнаро у 1896 році.
Френк Нітті залишив школу після сьомого класу, та став працювати перукарем. Сім'я Аль Капоне жила неподалік, тому Френк Нітті товаришував з братами Капоне та їхньою бандою.
У 1900 році Нітті пішов з сім'ї, через складні стосунки з вітчимом, коли йому було 14 років. Він працював у різних місцях, перебивався випадковими підробітками. У віці 24 років Френк Нітті виїхав з Брукліна. Де він жив та чим займався у цей час — невідомо. У 1913 році він переїхав у Чикаго, де продовжував працювати перукарем. Тут у Чикаго він познайомився з Алексом Луїсом Ґрінберґом та Діном О'Беніоном. Нітті переїхав у Техас, де одружився та став членом банди з міста Галвестон, якою керував Джонні Джек Нунс. Судячи з усього, Нітті вкрав велику суму грошей у Нунса і йому довелося втекти.
У 1918 році Френк Нітті повернувся в Чикаго, та приєднався до Ґрінберґа з О'Беніоном. У цей час він займався бутлегерством та оборудками з коштовностями. Завдяки контрабанді лікеру Френк Нітті познайомився з Джонні Торріо на прізвисько «Лис». У той час до Торріо приїхав з Нью-Йорку, щоб очолити Чиказький синдикат. Він найняв Френка на роботу, а коли Торріо вирішив відійти від справ та повернутися в Італію, Нітті став правою рукою його наступника — відомого мафіозі Аль Капоне.
Під керівництвом Капоне під час «Сухого закону» Нітті відповідав за контрабанду та продаж спиртного, бутлегерство віскі з Канади і продаж його через мережу підпільних барів у Чикаго та прилеглих районах. Нітті був одним з головних «лейтенантів» Капоне. Незважаючи на прізвисько «Вибивайло», Нітті сам не брав участі у вчиненні злочинів, а використовував «солдатів» мафії.

## «Чиказький синдикат»

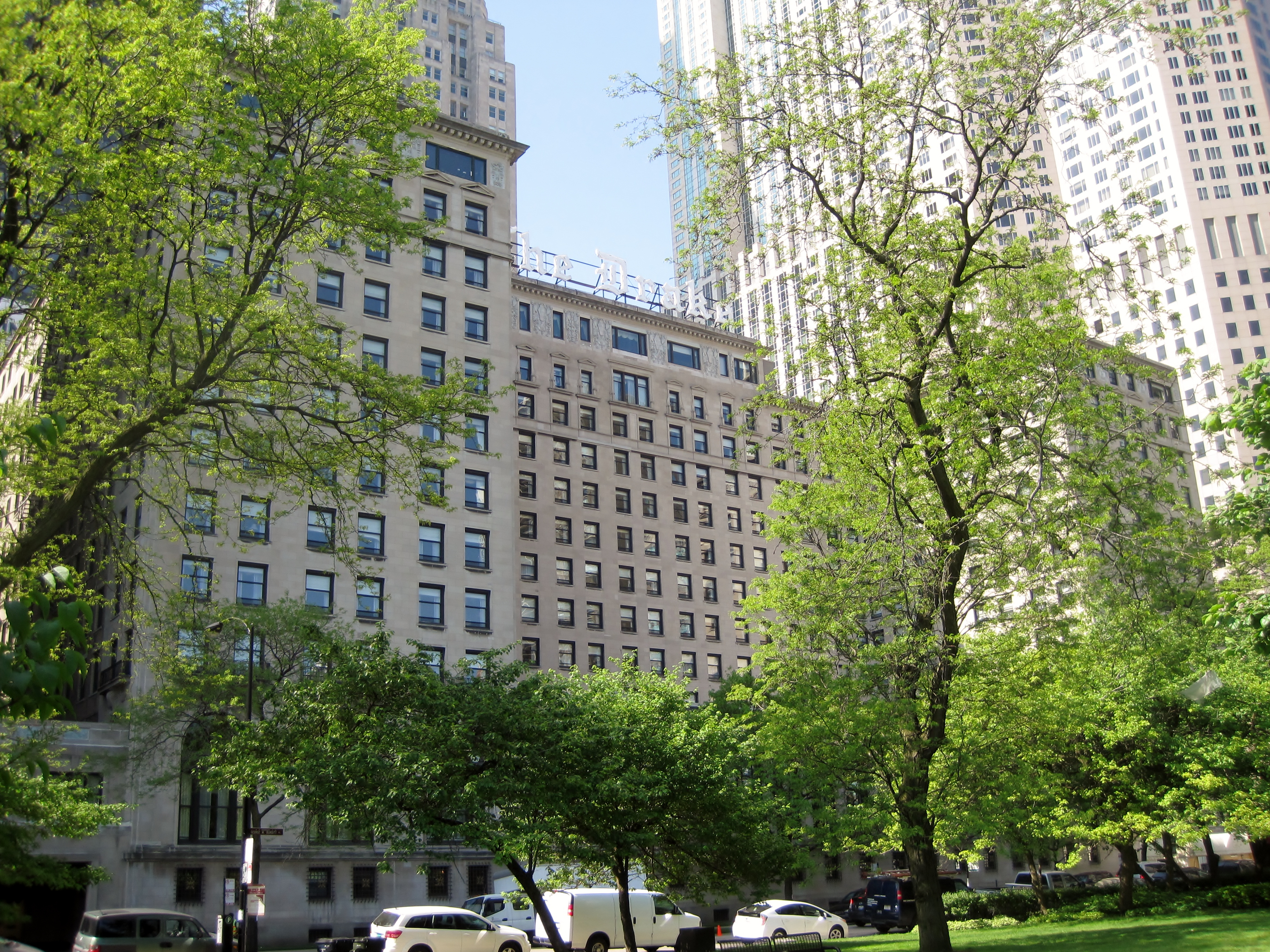
Готель Дрейк у Чикаго, в якому знаходився офіс Френка Нітті у 1930-1940-х роках.

У 1930 році Френк Нітті та Аль Капоне були звинувачені в ухиленні від сплати податків і засуджені. Однак, Нітті отримав тільки 18 місяців позбавлення волі, в той час як Капоне був засуджений на 11 років. Після звільнення Нітті, газети проголосили його новим босом «Чиказького Синдикату». Насправді ж Нітті не мав такого впливу на «капітанів» мафії, як Аль Капоне. Чиказький синдикат почав розпадатися, Нітті фактично був формальним босом.
Коли скасовали «Сухий закон», Нітті та «Чиказький синдикат» почали цікавитись іншими видами заробітку, включаючи незаконні азартні ігри, проституцію, та контроль над профспілками. На відміну від свого попередника Аль Капоне, який відрізнявся своєю харизматичністю та різким веденням справ, Нітті перетворив «Чиказький синдикат» зі злочинного угрупування на бізнес, який при ньому почав приносити більший прибуток ані ж при Аль Капоне.
У 1932 році у Френка Нітті виник конфлікт з мером Чикаго Антоном Чермаком. У тодішнього мера в злочинному світі було чимало друзів, які хотіли очолити «Чиказький синдикат» після відходу Нітті. Чермак наказав двом сержантам з поліції Чикаго, Гаррі Міллеру та Гаррі Ланґу, навідатися в офіс «Чиказького синдикату» та фізично усунути Френка Нітті. 19 грудня 1932 року сержанти увірвалися в офіс «Чиказького синдикату», і Ланґ тричі вистрілив у Нітті, а щоб обґрунтувати свої дії необхідністю самооборони, він поранив себе. Попри продуманий план, Френка Нітті був виправданий судом. Злякавшись за своє життя сержант Міллер свідчив проти свого напарника, стверджуючи, що Ланґ отримав завдання вбити боса мафії, за що отримав щедру винагороду в розмірі 15 000 доларів. Як тільки з'ясувалося, що в момент стрілянини у Френка Нітті в руках не було зброї, сержантів звільнили з поліції та оштрафовані на 100 доларів.
Мера Антон Чермак був поранений в лютому 1933 року під час розмови з президентом США Франкліном Делано Рузвельтом. Лікарі всіляко боролися за його життя, але через три тижні серце мера перестало битися. Кілера вдалося затримати. Ним виявився іммігрант з Сицилії Джузеппе Занґара, який зізнався, що йому дали завдання прибрати Чермака, а не Рузвельта. Як не намагалася поліція довести причетність до цієї справи мафії, у них не виявилося достатньо доказів. Вбивця мера був засуджений до смерті на електричному стільці.

## Смерть
У 1943 році основні дійові особи синдикату були звинувачені у здирництві та спробах тиску на найбільші кіностудії Голлівуду. Щоб обговорити подальші дії, було скликано збори лідерів мафії, на якому Пол Рікка жорстко розкритикував Френка Нітті, звинувативши його у всіх негараздах. Тоді загальними зборами було ухвалено рішення про те, що Френк Нітті повинен взяти всю вину на себе й отримати тюремний термін. Нітті хворів на клаустрофобію та дуже переймався тим, що йому доведеться сісти до в'язниці.
19 березня 1943 року, перш ніж вирушити до суду та почути обвинувальний вирок, Нітті добряче випив, після чого взяв револьвер і пішов у бік залізничної станції. Двоє працівників станції помітили, як одягнений в пальто чоловік йде по колії назустріч потягу. Вони стали кричати, щоб попередити його про небезпеку, і в самий останній момент Нітті відскочив у бік. Перебуваючи в стані сильного алкогольного сп'яніння й шоку, Нітті присів біля паркану на землю, підніс револьвер до скроні та натиснув на спусковий гачок. Перша куля влучила в його капелюх та не поранила, друга — пройшла через праву щелепу й вийшла через верхню частину черепа. Третя, смертельна куля, увійшла під правим вухом Нітті й застрягла у верхній частині черепа.
Френк Нітті похований на цвинтарі Маунт-Кармел у Гіллсайді, штат Іллінойс.

## Особисте життя
18 жовтня 1917 року Френк Нітті одружився з Розі (Роз) Левітт у Далласі, штат Техас. Де мешкало молоде подружжя — невідомо. З першою дружиною Роуз розлучилися у 1928 році.
Незабаром після цього він одружився з Енні Ронґ, дочкою лікаря, який працював на мафію і був колись сусідом сім'ї Нітто. У подружжя народився син Джо. Енні Нітто померла у 1938 році.
Згодом Нітті одружився з Урсулою С'ю Ґранет, яка померла у 1940 році.
14 травня 1942 року Нітті одружився з Аннетою Караветта, з якою прожив до свого самогубства у 1943 році.

## Образ Нітті умасовій культурі

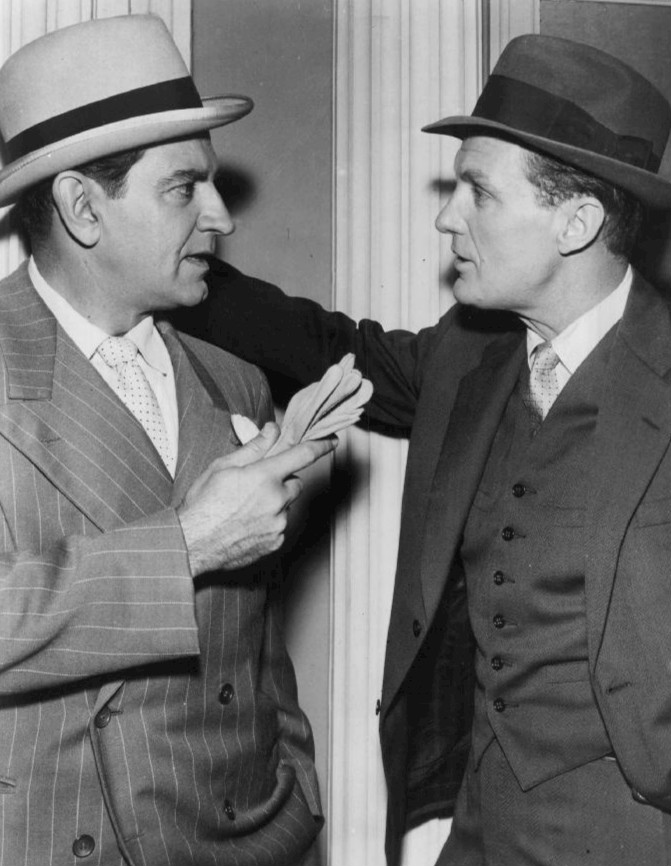
Брюс Ґордон (ліворуч) у ролі Френка Нітті в серіалі «Недоторкані». 1962 рік

У кінематографі
- 2009 — «Вороги суспільства», актор Білл Кемп[en].
- 2002 — «Проклятий шлях», актор Стенлі Туччі.
- 1988 — «Нітті: Вибивайло[en]», актор Ентоні Лапалья.
- 1987 — «Недоторканні», актор Біллі Драго.
- 1975 — «Капоне», актор Сільвестр Сталлоне.
- 1959—1963  — «Недоторкані[en]», актор Брюс Ґордон[en].

У спорті
- Антеро Нііттімякі, колишній фінський хокейний воротар, мав прізвисько «Нітті»[6].
- Стів Мейсон, канадський хокейний воротар, мав воротарський шолом, на якому були намальовані Френк Нітті та Аль Капоне[7].

У музиці
- «Mr. Slimm», один з американського реп-тріо «5th Ward Juvenilez», змінив своє сценічне ім'я на «Френк Нітті».